# Baroja
Pour les articles homonymes, voir Baroja (homonymie).
Baroja est une commune ou une contrée appartenant à la municipalité de Peñacerrada dans la province d'Alava, situé dans la Communauté autonome basque en Espagne.
Le nom de Pío Baroja, écrivain connu, vient de ce village avec le nom d'un de ses ancêtres "Martínez de Baroja", il y a de cela 400 ans.